# 다테 지카무네

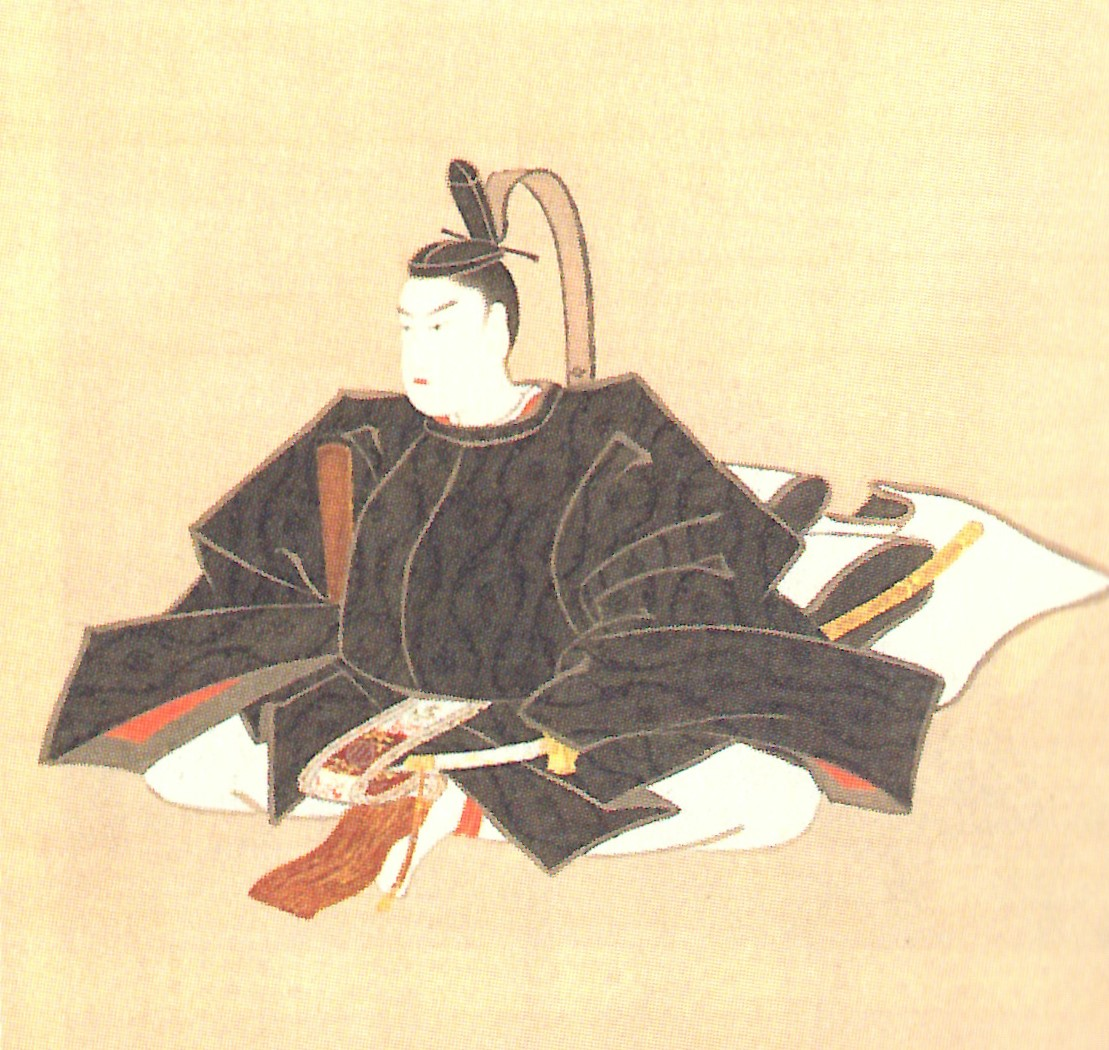
다테 지카무네

다테 지카무네(일본어: 伊達周宗, 1796년 4월 9일 ~ 1809년)는 일본 에도 시대의 다이묘로, 센다이번의 9대 번주이다. 어릴적 이름은 마사치요(政千代)이며, 관위는 없다.
간세이 8년(1796년)에 8대 번주 다테 나리무라의 맏아들로 태어났으나, 태어난 그 해에 아버지가 사망하면서, 홋타 마사아쓰를 후견인으로 하여 아버지의 뒤를 이어 번주가 되었다. 번주가 된 이듬해에는 센다이 번에서 역대 최대의 농민 잇키가 발생하였다. 이는 가신단이 운영하던 번 통치가 제대로 기능하지 않았기 때문이라고 한다.
분카 6년(1809년), 지카무네는 겨우 14세의 나이로 사망하였다. 지카무네에게 후사가 있을 리 없었고 센다이 번은 가계가 단절될 위기에 처했다. 하지만, 가로인 나카무라 사다요시가 기지를 발휘하여, 당시 17세가 되어야만 세자를 세울 수 있다는 점에 착안해서, 지카무네의 죽음을 3년간 은폐하였다. 그리고 3년 뒤인 분카 9년(1812년) 4월 24일, 지카무네는 동생인 다테 나리무네를 양자로 삼은 뒤에 죽은 것으로 처리되었다. 이렇게 해서 센다이 번은 영지 몰수의 위기를 넘겼다. 일설에는 막부가 지카무네의 죽음을 알고 있었으나, 센다이 번이 동북 최대의 번이라 만약의 사태를 우려하여 방치했다고도 하며, 다테 가문이 막부 각료에 뇌물 공세를 폈고, 후견인인 홋타 마사아쓰가 막부의 와카도시요리로 있었기 때문이라고도 한다.
또한 한편으로는 막부에서 다테 지카무네의 접견을 요청하게 되는 경우가 발생할 때마다 다테 나리무네를 다테 지카무네로 변장시켜 접견시켰을 가능성도 매우 크다. 다테 나리무네가 다테 지카무네의 동생이긴 하지만 같은 아버지를 둔데다가 나이가 동갑인 관계로 충분히 다테 지카무네로 사칭되었을 확률이 높다. 결국 사실상 센다이번은 1809년부터 다테 나리무네가 번주의 임무를 담당하되 1809년부터 1812년까지 3년동안은 다테 지카무네의 행세를 하며 센다이번의 번주로 임무를 수행했을 것이고 1812년 이후에는 자신이 직접 번주로 즉위하여 센다이번을 다스렸으리라 판단된다.
| 전임 다테 나리무라 | 제9대 센다이번 번주 1796년 ~ 1809년(1812년) | 후임 다테 나리무네 |